# Рыбаков, Владимир Юрьевич
Владимир Юрьевич Рыбаков (род. 7 августа 1956 года, Ярославль) — советский и российский тренер высшей категории по лёгкой атлетике. Заслуженный тренер России (2004).

## Биография
Владимир Юрьевич Рыбаков родился 7 августа 1956 года в Ярославле. В юности выполнил норматив кандидата в мастера спорта по лёгкой атлетике. Окончил государственный центральный ордена Ленина институт физической культуры в Москве. Много лет жил и работал в белорусском городе Могилёв. В 1995 году вернулся в Ярославль. Работал в Центре спортивной подготовки «Луч». Тренер-преподаватель Ярославской областной школы высшего спортивного мастерства.
Наиболее известным его воспитанником является Ярослав Рыбаков — бронзовый призёр Олимпиады 2008 года, чемпион мира 2009 года, чемпион мира в помещении 2006 года, чемпион Европы 2002 года. В настоящее время Владимир Юрьевич тренирует прыгуна в высоту Артёма Мыльникова, победителя и призёра нескольких региональных российских соревнований.

### Семья
Жена — Людмила Егоровна Рыбакова, чемпионка Белоруссии в семиборье. Сын — Ярослав (род. 1980). Дочь — Алеся.

## Награды и звания
- Почётное звание «Заслуженный тренер России» (2004)[11].
- Медаль ордена «За заслуги перед Отечеством» II степени (2010)[12].